# Не умирем (роман)
Не умирем (на енг. The Undying: Pain, Vulnerability, Mortality, Medicine, Art, Time, Dreams, Data, Exhaustion, Cancer, and Care.) је мемоарско дело америчке књижевнице и есејисткиње Ен Бојен. Представља мемоарско дело о преживљавању и суочељавању са озбиљном болести, као и својеврсну оду животу, уметности и књижевности. Дело је настало након дијагнозе врло агресивног типа канцера дојке, у њеној 41. години живота. За овај рад, Ен Бојен је награђена Пулицеровом наградом 2020. године за општу нон фикцију. На српски је преведена у издању издавачке куће Red Box.

## Настанак дела
Ен Бојен је пре свега, песникиња али и политичка економисткиња која је анализирала и студирала рад жена у каснијим ступњевима капитализма у Сједињеним Америчким Државама, који је створио скоро неподношљиве услове за живот својих сиромашних и маргинализованих грађана и грађанки. У њеним ранијим књигама, као што су Одећа против жена (енг. Garments Against Women) и експерименталној колекцији есеја Приручник о разочараној вери (енг. A Handbook of Disappointed Fate), Бојер је испитивала како преживети као жена, мајка, уметница у срцу Сједињених Америчких Држава. Њена дела подсећају нас на чињеницу да су америчке жене уморне, болесне, презапослене, неплаћене довољно и да умиру по вртоглавим стопама, као историјско конструисаним условима, а не као последица мањка воље и детерминације. 
Овај конструкт наставља да испитује и у књизи Не умирем, есејистичкој прози, која се може назвати и мемоарима о раку дојке у својој базној основи. Свакако, представља покушај анализирања културне фикције која окружује дијагнозу рака дојке и лечења по мишљењу јавности, као и критику привилегија као метафору која се провлачи кроз дело, а не као обична прича о борби. 
У време дијагнозе, Ен Бојер је била самохрана мајка, која је подизала ћерку на плати учитељице. Због тежине дијагнозе, стављена је на врло специфичан и најјачи могући третман хемотерапијом - инфузија адриамицина и циклофосфамида, и по њеним речима:
"Не подвргнути се хемотерапији значило је умрети", по речима мојих доктора. Подвргнути се хемотерапији, мислила сам, значило је осећати се као да умиреш, али са вероватноћом да живиш."— Ен Бојен

## Анализа дела
Ен Бојен користи књижевност саму као простор у којем се поставља главно питање: "Шта се деси када књижевност није, пратећи Аристотела - имитација човека у раду" . Такође, шта се дешава када књижевност створи доживљај бивства заједно са толико других жена, које су заједно подложене екстрактивним економским и правним системима створене од стране богатих (белих) мушкараца. Одговоре на ова питања доноси кроз својеврсан бленд личног наратива, политичког дискурса, истраживања прошлости и књижевне анализе која открива политичке и економске структуре које појачавају патњу пацијената. 
Књига сама је подељена у краће есеје, као што су ћелије, умножавање и подела, кроз који се ствара осећај болести и код читаоца. Кроз дело се провлачи и критика америчког здравственог система и његовог краха, као један од првих критика истог у савременој америчкој књижевности. 
Књига не доноси комфорт и утеху, али ни не руши токсичну индустрију, реторичко замагљивање и терор америчког здравства ради профита. Доноси више дневник борбе једне жене и то: "Ако не истину, онда потку свих супростављених лажи". 